# Trnje, Trebnje
Trnje este o localitate din comuna Trebnje, Slovenia, cu o populație de 33 de locuitori.